# 알비렉스 니가타 레이디스
알비렉스 니가타 레이디스(アルビレックス新潟レディース)는 니가타시를 연고로 하는 알비렉스 니가타 소속의 여자 축구단으로 2002년에 창단 되었다. 이 팀은 현재 일본 여자축구 최상위 리그 WE 리그에 참가하고 있다.

## 같이 보기
- 알비렉스 니가타